# S.S. Comprensorio Montalto Uffugo Calcio
SS Complingsorio Montalto Uffugo Calcio là một câu lạc bộ bóng đá Ý, có trụ sở tại Montalto Uffugo, Calabria.

## Lịch sử
Trong mùa 2011-12 đội lần đầu tiên được thăng hạng, từ Eccellenza Calabria đến Serie D.

## Màu sắc và huy hiệu
Màu sắc của đội là trắng và xanh.